# 340 aC
El 340 aC va ser un any del calendari romà prejulià. En temps de la República i de l'Imperi Romà, era conegut com a any del consolat de Torquat i Mus (o, més rarament, any 414 ab urbe condita o de la Fundació de Roma). L'ús del nom «340 aC» per referir-se a aquest any es remunta a l'alta edat mitjana, quan el sistema Anno Domini va ser el mètode de numeració dels anys més comú a Europa.

## Esdeveniments

### Àsia Menor
- Pixòdar, el més jove dels tres fills d'Hecatompos, derroca la seva germana Ada i es converteix en sàtrapa de Cària. Ada va conservar el poder a l'interior amb capital a la fortalesa d'Alinda.[2]
- L'Imperi Aquemènida conquereix l'illa de Rodes.[3]

### Antiga Grècia
- Aristòtil publica escrits sobre la forma esfèrica de la Terra.[4]
- L'exèrcit de Filip II de Macedònia arriba als afores de Bizanci.[5] Els atenencs envien en ajuda de la ciutat a l'estrateg Cares, que no aconsegueix aixecar el setge. És destituït i substituït per Foció, que l'any següent (339 aC) obté un èxit brillant.[6]
- Filip II de Macedònia nomena regent del regne al seu fill Alexandre el Gran, de només 16 anys, i ataca la ciutat de Perint, que li ofereix una forta resistència.[7]

### Antiga Roma
- Aquest any són elegits cònsols Tit Manli Imperiós Torquat i Publi Deci Mus.[8]
- Inici de la Guerra llatina (340 aC-338 aC). La Lliga llatina es revolta contra l'hegemonia que imposava la República de Roma. Els pobles de la Lliga llatina envien una ambaixada al senat romà per demanar la unió en una sola república de Roma i el Latium, on les dues parts tindrien el mateix nivell. Els romans havien estat lluitant al costat dels pobles del Latium i la Campània contra els samnites a la primera guerra samnita quan els romans es van retirar de la guerra. Amb el rebuig de Roma a la unió va començar la guerra.[9]
- Tit Manli Imperiós Torquat va establir per sempre l'hegemonia de Roma al Latium i, amb el seu col·lega, va obtenir una gran victòria en la batalla del Vesuvi sobre els llatins.[10]
- Publi Deci Mus i Manli Imperiós Torquat estaven acampats enfront de l'enemic prop de Càpua quan, en una visió, els déus van demanar el sacrifici d'un dels dos cònsols. Van dir que el general que morís en combat garantia la victòria pel seu exèrcit. Mus va convocar el pontífex màxim i va anunciar el seu sacrifici, anomenat devotio. Es va dirigir durant la batalla del Vesuvi a la part on l'enemic era més fort, i va morir a la lluita.[11] Aquest relat sembla molt llegendari i Joan Zonaràs[12] en dona una versió diferent: diu que va morir a mans d'un soldat romà i després va ser consagrat com a víctima.
- Abans de la batalla del Vesuvi es va emetre un edicte on es prohibia l'enfrontament amb un llatí en combat singular sota pena de mort, però el fill de Manli Torquat no va respectar la prohibició quan va ser provocat pels insults d'un noble de Túsculum de nom Meti Gemini, el va matar i va portar el seu cap al seu pare. Manli Torquat no va dubtar, i el va fer executar per incomplir la llei.[13]

## Necrològiques
- Mèntor de Rodes mor mentre era governador d'Atarneu i el succeeix el seu germà Mèmnon.[14]